# Novell

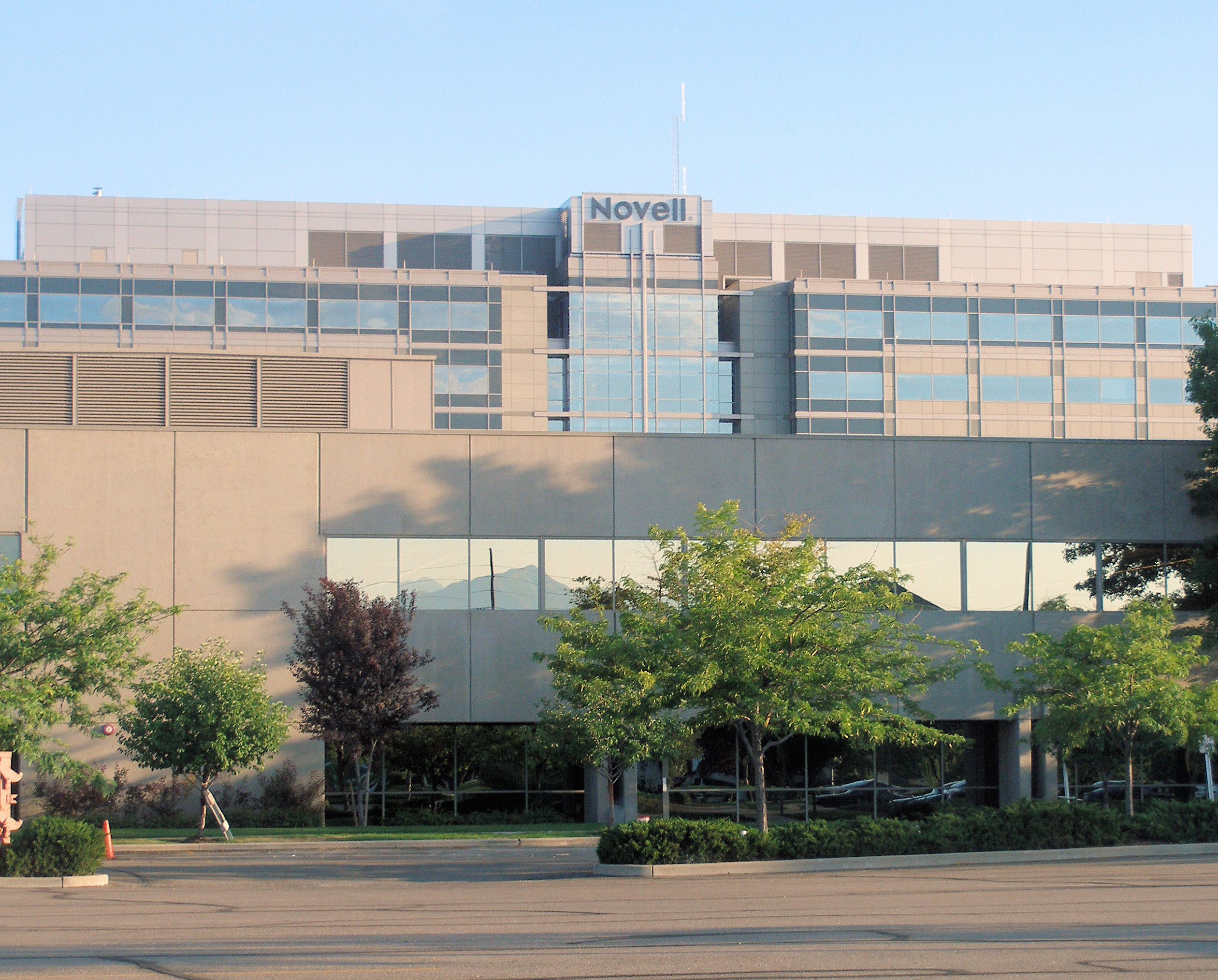
kwatera główna Novell w Provo, Utah

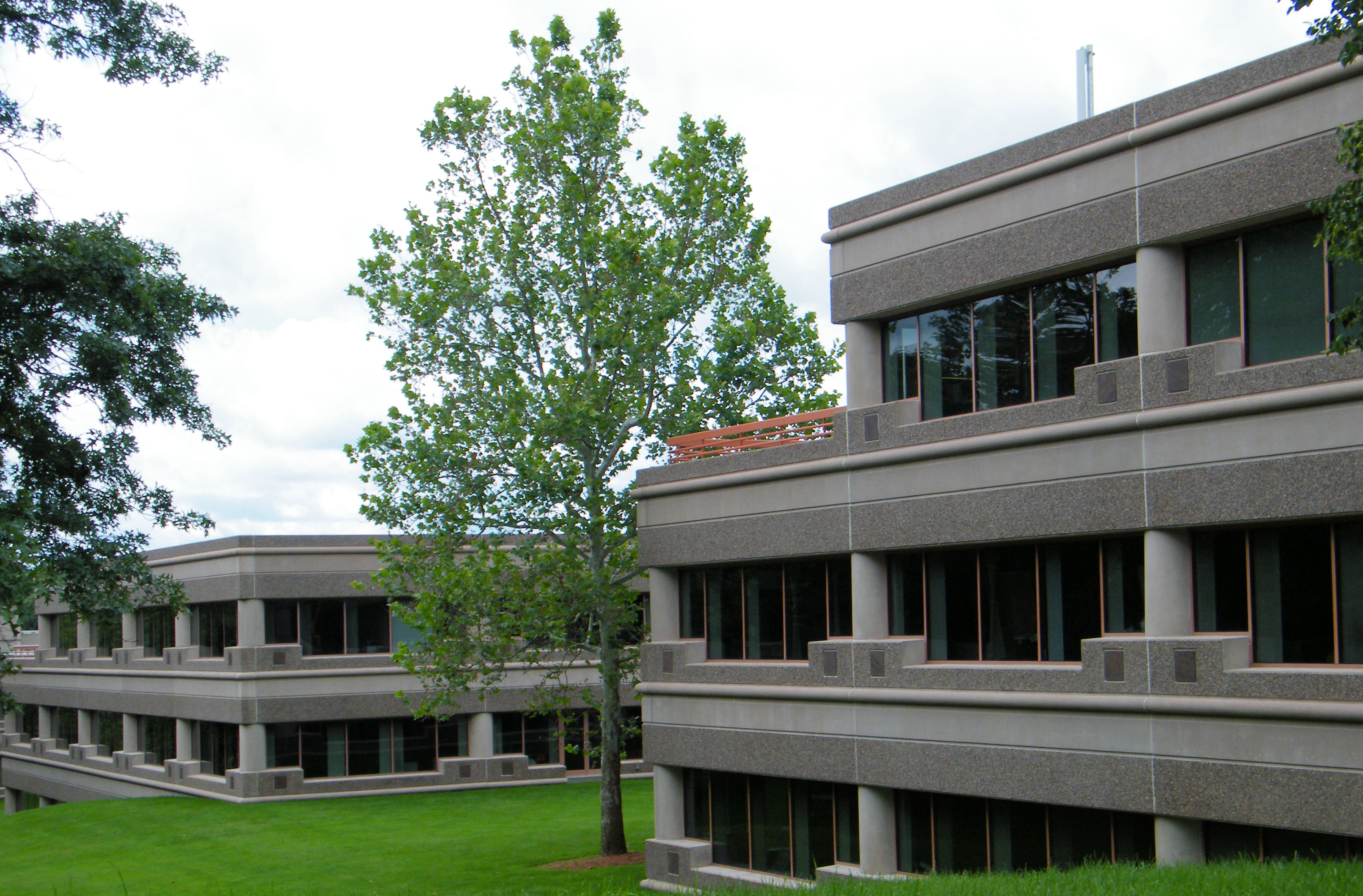
Stara kwatera główna Novell w Waltham, Massachusetts

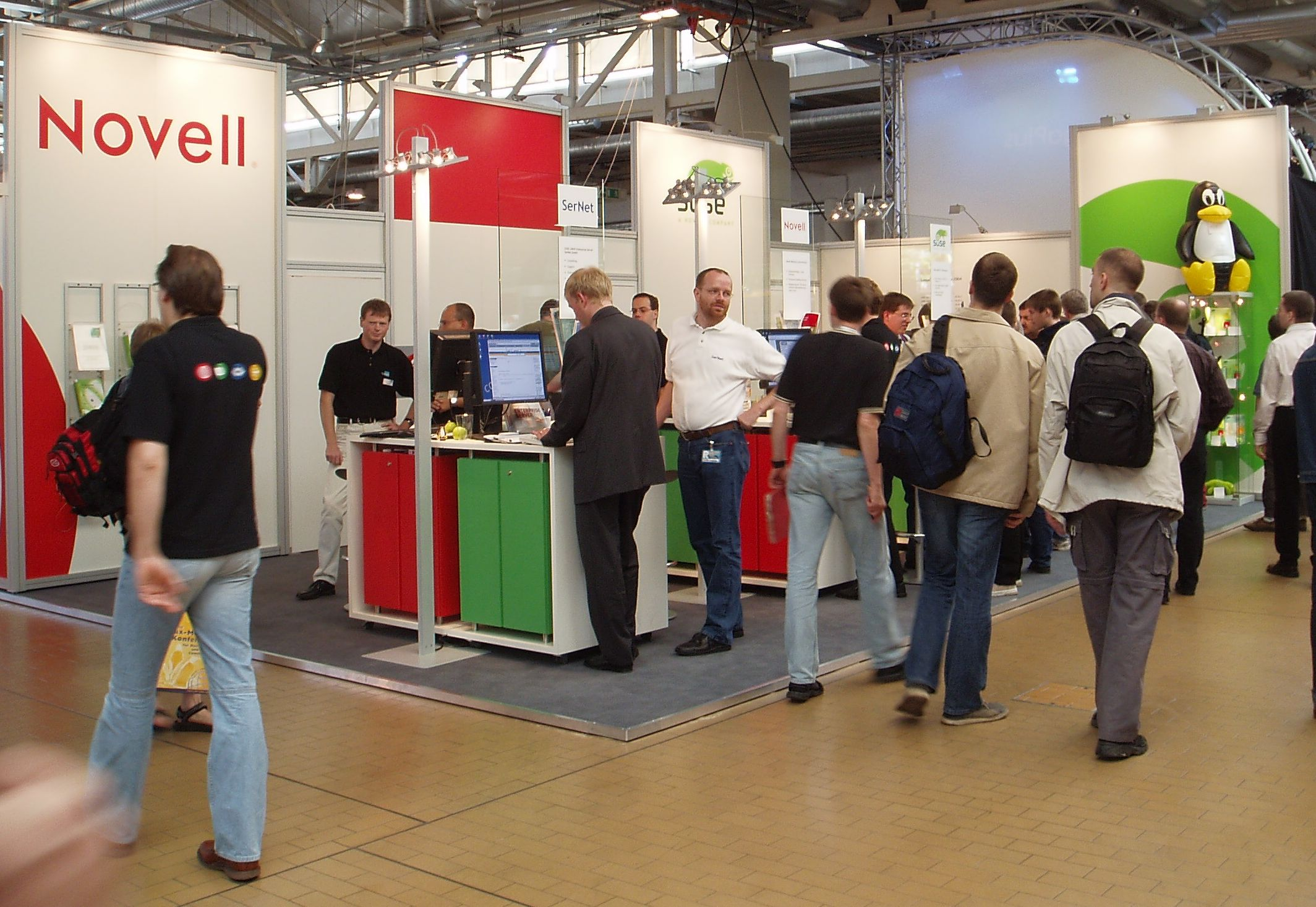
Novell / SuSE podczas Dnia Linuxa w 2004 roku

Novell, Inc. – amerykańskie przedsiębiorstwo specjalizujące się w sieciowych systemach operacyjnych takich jak NetWare i SUSE Linux.

## Historia
Firma została założona w 1979 roku w Provo w Utah jako Novell Data Systems. Zajmowała się produkcją sprzętu dla maszyn z systemem CP/M. Założycielami tej firmy byli Dennis Fairclough, Drew Major, Dale Neibaur i Kyle Powell (wszyscy z Eyring Research Institute). Współzałożycielami firmy byli George Canova, Darin Field i Jack Davis. Peter Musser (szef Safeguard Scientifics) udzielił wsparcia finansowego firmie. Firma początkowo nie przynosiła zysków, więc Davis i Canova opuścili ją.
Dennis Fairclough, Drew Major, Dale Neibaur i Kyle Powell byli pracownikami ERI i zajmowali się kontraktami dla rządu USA w Intelligent Systems Technology Project. W czasie swojej pracy wpisali się w rozwój ARPANET. Po tym, jak cała czwórka opuściła szeregi ERI, zawiązali oni firmę Novell Data Systems. Na pomysł założenia własnej firmy wpadł Dennis Fairclough. Pierwszym produktem Novella był serwer oparty na procesorze Motorola 6800. Dzięki temu komputerowi można było łączyć ze sobą 6 komputerów w topologii gwiazdy. Serwer używał kart sieciowych NIC stworzonych przez IBM. Do połączenia z płytą główną komputera używały one interfejsu ISA. Komputery, które produkowała firma na początku swojej działalności były słabe w porównaniu z produktami konkurencji. Novell napisał więc program umożliwiający pracę na więcej niż jednym komputerze naraz (idea podobna do klastra). ShareNet został przeportowany na platformę Intela, a nazwę zmieniono na NetWare. W styczniu 1983 roku nazwa firmy została skrócona do Novell. Raymond Noorda przejął kontrolę nad firmą. Później tego samego roku firma przedstawiła swój najbardziej znaczący produkt – wieloplatformowy sieciowy system operacyjny Novell NetWare. Pierwszą komercyjną wersją systemu NetWare była wersja 1.5.

### Nazwa
Nazwa firmy Novell powstała dzięki żonie George’a Canovy, która błędnie myślała, że „Novell” oznacza „nowe” po francusku.

### NetWare
W styczniu 1983 nazwa firmy została zmieniona na Novell Inc., a szefem firmy został Raymond Noorda. Także w 1983 roku firma rozpoczęła prace nad swoim najbardziej znaczącym produktem – sieciowym systemem operacyjnym Novell NetWare.
Novell oparł swój protokół sieciowy na Xerox Network Systems i stworzył własne standardy IDP i SPP, które nazwał Internetwork Packet Exchange (IPX) i Sequenced Packet Exchange (SPX).
NetWare używa Novell DOS (znanego niegdyś jako DR-DOS) jako systemu bootowania. Novell DOS jest podobny do IBM PC-DOS i MS-DOS. W latach 80. Novell agresywnie zdobywał rynek sprzedając drogie karty sieciowe po kosztach produkcji.
W 1989 roku Novell nabył firmę Excelan od Kanwala Rekhi. Firma ta wytwarzała inteligentne karty sieciowe.
W roku 1990 Novell posiadał pozycję monopolisty w dostawie sieciowych systemów operacyjnych.

### Po NetWare
Novell był także nierozsądnie rozszerzany, jego odbiorcami zostały, zamiast domowych użytkowników, duże korporacje. Zbyt małe nakłady finansowe na badania i rozwój uczyniły ich kluczowy produkt nieprzejrzystym oraz trudnym do kontrolowania i administrowania. W 1993 spółka kupiła Unix System Laboratories (od AT&T), zyskując w ten sposób prawa do systemu operacyjnego Unix, co miało być ciosem dla Microsoftu. W 1994 Novell nabył WordPerfect, a także Quattro Pro, produkt Borlanda. Nabytek ten nie był ostatnim: Novell w 1995 przydzielił część swoich interesów związanych z Uniksem korporacji Santa Cruz Operation (rozmiar tego majątku jest obecnie kością niezgody między firmami). W 1996 WordPerfect i Quattro Pro zostały sprzedane korporacji Corel. Digital Research także zostało sprzedane w 1996 firmie Caldera Systems.
Przez nową konkurencję wyniki Novella zaczęły spadać. Noorda, prezes Novella, dopiero w roku 1994 oraz około 1996 nakazał wdrożyć spóźniony plan pracy nad produktami z dostępem do Internetu. Firma przestała także pielęgnować swój opatentowany protokół sieciowy na rzecz native IP. Ruch ten znacznie przyspieszył, gdy w 1997 do firmy dołączył Eric Schmidt, czego rezultatem był NetWare 5 i powiązane usługi katalogowania. Z wciąż obniżającymi się źródłami dochodów kompania zaczęła zajmować się usługami sieciowymi i współdziałaniem wielu platform.
W lipcu 2001 Novell nabył spółkę doradczą Cambridge Technology Partners, aby zwiększyć ofertę usług. Novell poczuł, że zdolność do oferowania rozwiązań (połączenie oprogramowania i usług) jest kluczem do zaspokojenia potrzeb klientów. Decyzji tej sprzeciwiło się środowisko programistów firmy.

### Linux
W sierpniu 2003 Novell wykupił spółkę Ximian zajmującą się tworzeniem aplikacji linuksowych, m.in.: (Evolution, Red Carpet i Mono). Novell planował wykorzystać jądro Linuksa przy okazji następnego wydania NetWare .
W listopadzie 2003 wykupił SuSE – producenta jednej z popularniejszych dystrybucji Linuksa. Novell kontynuuje rozwój SUSE jako openSUSE, które jest podstawą dla dystrybucji przeznaczonych dla firm. SUSE Linux 10.0 jest dostępny jako wersja Open Source only (OSS Edition) i jako produkt pudełkowany.
Latem 2003 Novell wydał „Novell Enterprise Linux Services”, poszerzając jego dotychczasowe usługi NetWare do SUSE Linux Enterprise Server (SLES) wersja 8.
W lipcu 2004 Novell kupił spółkę Salmon w celu rozszerzenia usług doradczych na Europę i Wielką Brytanię. W listopadzie 2004 Novell wydał Novell Linux Desktop 9 oparty na SUSE Linux Professional 9.1.
W marcu 2005 Novell wydał Open Enterprise Server, który oferował całą funkcjonalność z NetWare 6.5 na jądrze NetWare lub SUSE Linux Enterprise Server 9. We wrześniu 2005 Novell wydał ZENworks 7, które oferuje automatyczne, oparte na identyfikacji zarządzanie zasobami. W październiku 2005 Novell ogłosił wydanie Novell eDirectory 8.8.

### Porozumienie z Microsoftem
Na początku listopada 2006 roku firmy Microsoft Corp. i Novell Inc. zawarły porozumienie. Podstawą porozumienia miało być stworzenie rozwiązań dla współpracy produktów obu firm, rozwiązanie problemu istnienia konkurencyjnych otwartych formatów dokumentów, prace nad technologią wirtualizacji oraz wzajemne powstrzymanie się przed wykorzystywaniem posiadanych puli patentowych. Steve Ballmer z Microsoftu powiedział na temat porozumienia „To porozumienie naprawdę pomoże zbudować most nad przepaścią dzielącą wolne i komercyjne oprogramowanie.”
Microsoft przekazał firmie Novell 348 milionów dolarów za wymianę patentową i subskrypcje rozwiązanie SLES.
Dodatkowo Microsoft zobowiązał się płacić około 46 milionów dolarów rocznie przez 5 lat za promowanie i sprzedaż rozwiązań SLES/Windows Server. Novell miał płacić 40 milionów przez ten sam czas w tym samym celu.
Jednym z efektów współpracy obu firm jest zaadaptowanie tłumacza OpenXML/ODF w pakiecie OpenOffice.org.

### Przejęcie Novella przez Attachmate
Novell był ofiarą plotek na temat rzekomej sprzedaży akcji firmy. 2 marca 2010 roku Elliott Associates, właściciel 8,5% akcji spółki Novell, zaoferował kupno całej firmy za 5,75$ za akcję płatne gotówką, oraz dodatkowo 1 miliard dolarów. 20 marca 2010 roku firma Novell odmówiła sprzedaży akcji, podając jako powód niedoceniane przez kontrahenta możliwości rozwoju firmy i jej wartości w przyszłości.
We wrześniu 2010 roku Novell uzgodnił warunki wycofania firmy z giełdy NASDAQ i włączenia jej do holdingu spółek Attachmate Group za cenę 2,2 miliardów dolarów. Plan firmy Attachmate zakładał podzielenie Novella na dwie części – jedną byłaby wtedy firma SUSE. Jako część przetargu 882 patenty należące do Novella miały być sprzedane firmie CPTN Holdings kierowanej przez Microsoft, Apple, EMC i Oracle. Według zapewnień Novella patenty dotyczą przede wszystkim rozwiązań korporacyjnych, zarządzania oprogramowaniem, plikami i bezpieczeństwem.
Dodatkowo nie miało być żadnych stosunków pomiędzy SUSE business i openSUSE po zakończeniu transakcji. 27 kwietnia 2011 roku Novell ogłosił, że połączenie z Attachmate zostało sfinalizowane. Attachmate zapłacił 6,10 dolarów za akcję. W tym samym czasie Novell sfinalizował sprzedaż patentów grupie CPTN Holdings LLC za kwotę 450 milionów dolarów płatnych gotówką. Obecnie firma Novell działa jako niezależny pion biznesowy w ramach holdingu razem ze spółkami Attachmate, NetIQ oraz SUSE. Departament Sprawiedliwości USA ogłosił, że sprzedaż patentów firmie CPTN Holdings LLC przebiegła niezgodnie z prawem – złamano ustawę antymonopolową. Departament stwierdził, że proces sprzedaży patentów zagroził w znacznym stopniu rozwojowi wolnego oprogramowania w tym systemowi Linux. Wszystkie patenty firmy Novell są od tego czasu dostępne na licencji GNU General Public License. Zostały one zaadaptowane przez środowisko wolnego oprogramowania. Rozwój wszystkich produktów oferowanych przez Novella został utrzymany, jednak część rozwiązań, głównie z obszaru Security, Identity & Access Management, Intelligent Workload Management (w tym Platespin) oraz Business Services Management (Managed Objects) została przeniesiona do spółki NetIQ. Pod marką Novell rozwijane są takie popularne produkty jak GroupWise, Open Enterprise Server, Vibe czy linia ZENworks.
W kwietniu 2011 roku Attachmate ogłosił zwolnienia wśród pracowników Novella, łącznie z setkami pracowników z Provo Utah Valley.

## Certyfikaty
Novell jako jedna z pierwszych firm informatycznych zaoferowała certyfikaty (kursy i egzaminy) odnośnie do swoich produktów, są to:
- Certified Novell Administrator (CNA)
- Certified Novell Engineer (CNE)
- Master Certified Novell Engineer (MCNE)
- Certified Novell Instructor (CNI)
- Certified Linux Professional 10 (CLP 10)
- Certified Linux Engineer 10 (CLE 10)

## Przejęcia
Novell przejął wiele innych spółek. Są to kolejno:
| Nazwa Firmy                                       | rok  |
| ------------------------------------------------- | ---- |
| Santa Clara Systems                               | 1986 |
| Cache Data Products                               | 1986 |
| Softcraft                                         | 1987 |
| CXI                                               | 1988 |
| Excelan                                           | 1989 |
| Digital Research                                  | 1991 |
| International Business Software                   | 1992 |
| Serius                                            | 1993 |
| Unix System Laboratories                          | 1993 |
| WordPerfect & Quattro Pro (Borland)               | 1994 |
| Netoria                                           | 1999 |
| Novetrix                                          | 1999 |
| JustOn                                            | 1999 |
| PGSoft                                            | 2000 |
| Novetrix                                          | 2001 |
| Cambridge Technology Partners                     | 2001 |
| Callisto Software                                 | 2001 |
| SilverStream Software                             | 2002 |
| Ximian                                            | 2003 |
| SuSE                                              | 2003 |
| Salmon                                            | 2004 |
| Tally Systems                                     | 2005 |
| Immunix                                           | 2005 |
| e-Security                                        | 2006 |
| RedMojo                                           | 2007 |
| Senforce                                          | 2007 |
| Platespin                                         | 2008 |
| SiteScape                                         | 2008 |
| Command Control and Compliance Auditor, (Fortefi) | 2008 |
| Managed Objects                                   | 2008 |

## Produkty
- Novell iFolder
- Mono
- Novell Access Manager (dawniej iChain)
- Novell Client
- Novell Cloud Manager
- Novell Cloud Security Service
- Novell Conferencing
- Novell Data Synchronizer
- Novell eDirectory
- Novell Evolution
- Novell File Management Suite
- Novell File Reporter
- Novell GroupWise
- Novell Identity Manager
- Novell NetWare
- Novell Open Enterprise Server
- Novell Open Workgroup Suite
- Novell Open Workgroup Suite Small Business Edition
- Novell Operations Center
- Novell Secure Login
- Novell Sentinel
- Novell Sentinel Log Manager
- Novell Service Desk
- Novell Storage Manager
- Novell Vibe (dawniej Novell Teaming)
- PlateSpin Forge
- PlateSpin Migrate
- PlateSpin Orchestrate
- PlateSpin Protect
- PlateSpin Recon
- Subscription Management Tool
- SUSE Linux Enterprise Server
- SUSE Linux Enterprise Desktop
- SUSE Linux Enterprise Real Time
- SUSE Linux Enterprise Thin Client
- SUSE Linux Retail Solution
- SUSE Studio
- ZENworks Application Virtualization
- ZENworks Asset Management
- ZENworks Configuration Management
- ZENworks Endpoint Security Management
- ZENworks Handheld Management
- ZENworks Linux Management
- ZENworks Network Access Control
- ZENworks Patch Management
- ZENworks Server Management